# Libro d'ore di Bonaparte Ghislieri
Il Libro d'ore di Bonaparte Ghislieri (Londra, British Library, Ms Yates Thompson 29) è un manoscritto miniato realizzato in Italia nel 1503.
Il committente fu Bonaparte Ghislieri, membro di una delle maggiori famiglie nobili della città di Bologna.

## Storia
Il libro venne redatto nel periodo del papato di Alessandro VI. Nel XIX secolo passò a uno dei discendenti del cardinale Giuseppe Albani. Nel 1838, a Roma, venne ceduto al collezionista James Dennistoun. Successivamente finì in mano a un altro collezionista di libri antichi, Henry Yates Thompson. Nel 1941, alla morte della moglie di quest'ultimo, una parte della collezione, passò al British Museum. Il libro venne invece donato alla British Library.

## Descrizione
Il manoscritto contiene le liturgie in uso a Roma in quel periodo. Il testo era stato scritto dal copista Pierantonio Sallando. Il manoscritto miniato è decorato da sette grandi lettere. I dodici medaglioni rappresentano i mesi.
Gli artisti che crearono le miniature e le decorazioni nel manoscritto erano: Lorenzo Costa, Francesco Francia, Matteo da Milano, Il Perugino, Amico Aspertini.